# Port lotniczy Pochalla
Port lotniczy Pochalla (ICAO: HSPA) – port lotniczy położony w Pochalli, w Sudanie Południowym, stan Jonglei.